# El milagro de Candeal
El milagro de Candeal és una pel·lícula documental dirigida per Fernando Trueba l'any 2004. Va obtenir els premis a la millor pel·lícula documental i a la millor cançó original en la XIX edició dels Premis Goya, en 2005. Va ser rodada a una favela amb músics brasilers locals i altres de coneguts.

## Argument
Documental sobre les iniciatives musicals de Carlinhos Brown, concretament a la comunidade de Candeal, on el poder de la música s'ha convertit en una comunitat especial. Aquest treball s'inicia amb el viatge de Bebo Valdés a Salvador de Bahia, on encara és palesa la influència africana en els costums, religió i música dels seus habitants. A través de Mateus, un músic bahiano, i Carlinhos Brown, coneix la favela afro-bahiana de Candeal. Allí no hi ha armes ni drogues, els seus instruments són amb els quals fan música, gràcies a les iniciatives de persones com Carlinhos, un músic que destina els seus diners a ajudar els altres. Amb processons musicals com la Timbalada, ha convertit aquesta favela en un lloc on s'ha substituït el tràfic de drogues per la construcció d'un conservatori de música, un centre de salut o un estudi on venen a gravar músics de tots els continents, atrets pel so dels instruments.

## Repartiment
- Bebo Valdés
- Carlinhos Brown
- Caetano Veloso
- Gilberto Gil